# 約翰·加布里埃利
約翰·加布里埃利（英語：John Gabrieli）是麻省理工學院的神經科學家，並且是麥戈文腦研究院的相關會員。
他是腦部與認知科學系的教師，也是麥戈文腦部研究所的馬蒂諾生物醫學影像中心主任。
他是人類大腦認知機制（包括記憶，思想和情感）的專家。
他的工作包括對健康成人和兒童，以及許多不同的腦疾病，包括思覺失調症、抑鬱性障礙、阿茲海默症、自閉症和失讀症臨床患者的神經成像學研究。
作為在麻省理工學院蘇珊娜·寇金的研究生，他曾與著名的亨利·莫萊森進行研究，此研究能夠顯示海马旁回在記憶形成中的重要性。
在與克里斯多夫·德查姆斯及其同事的合作中，他是第一個證明人類受試者可以學習控制自己的大腦活動藉由功能性磁振造影實時反饋的人。
他目前的主要研究之一是失讀症，特別是使用腦成像來識別處於閱讀困難風險的兒童，並了解閱讀教學如何影響大腦。
2008年，加布里埃利被選為美國科學促進會的研究員，並引用他對人類記憶本質、其神經基質、其發展及其問題的深入分析。
2016年2月2日，「未來麻省理工學院教育專案」（the Institute-Wide Task Force on the Future of MIT Education）由加布里埃利擔任總監。

## 外部連結
- McGovern Institute for Brain Research at MIT （页面存档备份，存于）
- McGovern Institute profile of John Gabrieli （页面存档备份，存于）
- Gabrieli lab （页面存档备份，存于）
- Athinoula A Martinos Imaging Center at MIT （页面存档备份，存于）